# Sugözü
Sugözü (türkisch für Wasserauge) ist ein Ortsteil (Mahalle) im Landkreis Yumurtalık der türkischen Provinz Adana mit 747 Einwohnern (Stand: Ende 2024). Im Jahr 2011 zählte Sugözü 883 Einwohner.